# KOI8-R
KOI8-R is een standaard voor 8-bits codering van tekst in het Cyrillische alfabet. In het Russisch staat KOI8 voor Kod Obmena Informatsiey 8-bit (Код Обмена Информацией, 8 бит), wat "8-bitcode voor informatieoverdracht" betekent. 
De oorspronkelijke KOI8-codering werd in 1974 door de Sovjet-autoriteiten ontworpen. Een variant op de KOI8-R-codering is KOI8-U, die Oekraïense tekens gebruikt. 
KOI8 wordt veel meer gebruikt dan ISO 8859-5, dat nooit echt een succes werd. ISO 8859-5 is de Cyrillische variant van het in het Nederlands bekendere ISO 8859-1.
KOI8-R is een uitbreiding van ASCII, waarbij de Cyrillische tekens codes boven de 127 gekregen hebben. De codering is niet in de volgorde van het Cyrillische alfabet, maar volgens de overeenkomstige Latijnse tekens, door 128 bij hun waarde op te tellen en dan hoofd- en kleine letters te verwisselen. De letters zonder Latijns equivalent bezetten de overige codes met gelijke meest significante 3 bits. Door bit 7 van de code te wissen kan dan al een gedeeltelijke transliteratie worden verkregen, bijvoorbeeld: "Русский Текст" in KOI8-R wordt "rUSSKIJ tEKST" ("Russische tekst") en dan wordt de tekst wel ineens in het Latijnse alfabet leesbaar.